# Zaříkávač koní (film)
Zaříkávač koní (v originálu The Horse Whisperer) je americké romantické drama z roku 1998 společnosti Touchstone Pictures, které bylo natočeno podle stejnojmenné předlohy Nicholase Evanse. Film režíroval Robert Redford, který zde ztvárnil také titulní roli zaříkávače koní Toma a byl i spoluproducentem snímku. Hlavní ženskou roli vytvořila Kristin Scott Thomasová a ve vedlejší roli si zde zahrál i novozélandský herec Sam Neill. Hrála zde také mladá Scarlett Johanssonová, kterou právě tento film dostal mezi známé osobnosti. Ve filmu si také poprvé zahrála, i když menší roli kamarádky Grace Judith, mladá herečka Kate Bosworthová. Naopak roli v tomto filmu odmítla známá Natalie Portmanová, která v té době hrála v divadle Broadwayi.
Film zaznamenal úspěch a získal nominaci na Oscara za píseň A Soft place to fall.

## Obsah filmu
Mladá třináctiletá dívka Grace McLaean žije v New Yorku, její otec pracuje jako právník, maminka Annie McLean je šéfredaktorkou významného časopisu. Grace je jedináček, má ráda koně a věnuje se ve volném čase jezdectví, její zámožní rodiče jí pořídili jezdeckého koně Pilgrima. Grace si s ním jednoho dne společně se svou nejlepší kamarádkou Judith vyjede na zimní projížďku. Po cestě ale kůň s Judith zničehonic uklouzne na zasněženém svahu, noha se jí zasekne ve třmenu a jezdkyně i kůň se po zamrzlém svahu svezou na blízkou silnici. Grace se Judith marně pokouší vyprostit ze třmenu a odtáhnout ze silnice pryč, když v tom je srazí projíždějící nákladní kamion, který na namrzlé vozovce dostane při prudkém brzdění smyk. Její kamarádka Judith i její kůň při tom společně zahynou. Pilgrim se vzepne proti kamionu, aby Grace chránil a je při tom velmi těžce zraněn. Vážné zranění utrpí i Grace. Oba přežijí, Grace má zmrzačené nohy, pravou nohu jí musí po převozu do nemocnice vrtulníkem amputovat. Těžce raněného Pilgrima se nakonec podaří veterinářům s vypětím všech sil chytit a zachránit, nicméně po vyléčení jsou s ním velké problémy. Grace je na tom také psychicky velice špatně, odmítá chodit mezi zdravé děti do školy, navíc jí těžce poznamená její setkání s Pilgrimem. Její zoufalá matka Annie poté začne studovat všechny dostupné materiály o koních, jezdectví, dostizích, léčení koní, veterinární medicíně apod. Snaží se své nemocné dceři za každou cenu pomoci. Nakonec se v jednom odborném časopise dočte o zázračném muži v Montaně, který prý dovede koně zkrotit a spravit jejich poraněnou zvířecí duši. 
Annie se nejprve snaží Toma telefonicky přemluvit, aby za nimi přijel do New Yorku, což ale Tom kategoricky odmítne. Nezbývá jí než se za ním, i s Pilgrimem a s nešťastnou invalidní dcerou, vydat do Montany. Pilgrima naloží do speciálního přívěsu za terénní automobil a vydají se společně na dlouhou cestu do míst, kde zaříkávač Tom Booker (Robert Redford) pracuje na bratrově rodinné dobytkářské farmě. Zatímco je Pilgrim i přes počáteční problémy čím dál hodnější, Tom si Grace nakloní a pomůže jí a ochrání ji před tím, aby se změnila a zcela zahořkla, Annie si zde musí také vyřešit svůj komplikovaný vztah k nemocné dceři. Tom společně s Annie prožívá krásné chvíle, Annie opět začne jezdit na koni a obdivuje krásy venkovského života a místní divoké podhorské přírody. Tom s Annie se postupně sblíží a zamilují se do sebe. Annie i Grace (obě dvě) se velmi spřátelí i s Tomovou početnou rodinou (3 malí synovci, bratr, švagrová, matka). Tom ukáže Annie, navyklé na rušný velkoměstský život, krásy svobodného života na podhorské dobytkářské farmě. Blíží se ale uzdravení koně a na farmu v Montaně nečekaně přijíždí Annin manžel a otec Grace Robert. Grace společně s Tomem Pilgrima definitivně vyléčí a Grace na něm opět začne jezdit. Annie ale musí volit vážné životní dilema mezi dvěma milovanými muži, nakonec si uvědomí, že aby udržela rodinu, musí vztah s šaramantním a laskavým zaříkávačem koní Tomem ukončit. I když ji to velmi bolí, učiní tak co nejšetrněji, aby Tomovi nezpůsobila bolest, protože takto přišel již o svou bývalou manželku-violoncellistku. Navrhne mu proto, aby se společně naposledy projeli na koni. Když ale Tom koně přivede, je Annie i s Pilgrimem pryč a Tom vidí v ujíždějícím autě.

## Obsazení
| Robert Redford       | Tom Booker     |
| Kristin Scott Thomas | Annie MacLean  |
| Scarlett Johansson   | Grace MacLean  |
| Sam Neill            | Robert MacLean |

## Tržby a rozpočet
Celkově tržby dosáhly trojnásobku původního rozpočtu, i tržby v samotné USA jej převýšily.
- Rozpočet: 60 000 000 dolarů
- Tržby v Americe: 75 383 563 dolarů
- Celosvětové tržby: 186 883 563 dolarů